# 傷寒雜病論
《傷寒雜病論》，又作《傷寒卒病論》，為東漢張仲景所著，是中國第一部理法方藥皆備、理論聯繫實際的中醫臨床著作。此書被認為是漢醫學之內科學經典，奠定了中醫學的基礎。在四庫全書中為子部醫家類。
因為歷史因素，本書原貌不復可見，後世分成《傷寒論》與《金匱要略》兩書分別流通。全书共十卷，总二十二篇，合三百九十七法，除重复，有一百一十二方。

## 名稱釋義
根據《新唐書·艺文志》記載，本書最早名為《傷寒卒病論》。宋代校正醫書局認為「卒」為「雜」之誤，更名為《傷寒雜病論》；傳統上皆取宋代的看法。據此，本書之作，將病症區分為外感傷寒，與內傷雜病兩種。
其中最主要的部份，被稱為《傷寒論》，創設六經辨證，並列方治，用以治療外感傷寒。
於內傷雜病上，於霍亂病、百合病、陰陽毒、瘧病、虛勞、瘀血病、胸痹病、水飲病、咳嗽病、婦女雜病等皆有涉入，依病名分類，列方處置，稱為《金匱要略》，獨立成書。
另一個傳統看法，認為傷寒傷人，卒不急防，故張仲景將此書命名為《傷寒卒病論》。
近代日本學者大塚敬節發現康平本《傷寒論》，書名原題為《傷寒卒病論》。他認為「卒」是統領的意思，因此本書之作，是以六經辨證統治傷寒與雜病，故名為《傷寒卒病論》。
難經中五十八難曰：『傷寒有幾？其脈有變不？然：傷寒有五，有中風，有傷寒，有濕溫，有熱病，有溫病，其所苦各不同。』傷寒廣義地說，是『傷於寒』，上述所提及五種病都傷於寒所引起。

## 作者
傷寒雜病論的作者張仲景，生平不詳。對他生平的記載，最早出自《宋校傷寒論序》。《宋校傷寒論序》引用唐代甘伯宗《名醫錄》的記錄，但唐代甘伯宗《名醫錄》在宋朝後就已經失傳。

## 歷史與版本
据传，東漢末年張仲景，見動亂頻繁，疫病流行，引發他發憤學習醫學的決心，「乃勤求古訓，博採眾方，撰用《素問》、《九卷》、《八十一難》、《陰陽大論》、《胎臚藥錄》，並《平脈辨證》，為《傷寒雜病論》合十六卷。」他所撰寫的《傷寒雜病論》据《针灸甲乙经》的序文所说，援引《湯液經法》藥方，與《內經》理論合一，完成了這部被後世稱譽為「方書之祖」的中醫學巨著。但此書寫成後，因三國時期戰亂頻繁，以致原書散佚不全。它的原始面貌，雖經後世考據，仍然無法完全了解。後世所知的《傷寒論》是經西晉太醫令王叔和蒐集整理，編纂所成。
經王叔和整理過後的版本，被稱為《張仲景傷寒》、《張仲景方》或《王叔和張仲景方》，在東晉、南北朝時期，流傳於民間。在這段期間，抄本流傳的狀況並不清楚，在同時期的醫書，如《肘後方》、《針灸甲乙經》、《小品方》、《輔行訣》中皆有抄錄部份的傷寒論内容。在隋代太醫巢元方編著《諸病源候論》時也收錄了許多傷寒論的內容。

### 唐本
《傷寒論》在唐代開始被史書記載，只是尚未被稱為《傷寒論》。《隋書》〈經籍志〉中記載有《張仲景方》十二卷，《張仲景療婦人方》二卷。注引《梁七錄》，有《張仲景辨傷寒》十卷。《舊唐書》〈經籍志〉中記載了王叔和撰《張仲景藥方》十五卷。《新唐書》〈藝文志〉有：「《王叔和張仲景方》十五卷，又《傷寒卒病論》十卷。」這些著作與後世的《傷寒論》內容是否相同不得而知，但是可以知道在唐朝之前，已有許多不同卷數的《傷寒論》版本流傳於世。
唐代孫思邈時，有“江南諸師秘仲景要方而不傳”的感慨，於是努力收集張仲景的著作。在撰寫《備急千金要方》〈成書於652年〉時，只記載了部分《傷寒論》內容。等到晚年撰《千金翼方》時（約成書於680年），目前所知的《傷寒論》內容大部分已可见於卷九、卷十之中，可說是《傷寒論》最早的版本，又稱唐本。但是今本《金匱要略》中的雜病部份則不見於此。
唐天寶十一年（752年），王燾在編著《外台秘要》時，引用了許多《傷寒論》的內容，今本《金匱要略》的條文也出現在其中。從《外台秘要》引用的內容，可知王燾參考的《傷寒論》版本，從11卷開始，內容同於今本的《金匱要略》，但編排順序與今本《金匱要略》不同。並且還有標注引用自14卷、15卷、16卷、17卷、及18卷的內容，可知王壽參考的《傷寒論》的內容可能是目前失傳的18卷，或更多的卷本，與孫思邈參考的版本不同。
由此，我們可以推測，在唐代之前，《傷寒論》至少已經分成兩個系統在流傳，一個系統是將傷寒六經辨正的條文與雜病部分分開，單獨成書，類似於今本《傷寒論》十卷，唐本及宋本即是以這個系統為底本；而另一個系統則是將這兩個部份合在一起，成為12卷本、15卷本、16卷本，或更多卷本，《金匱玉函要略方》三卷本也是屬於這個系統。

### 宋金版本

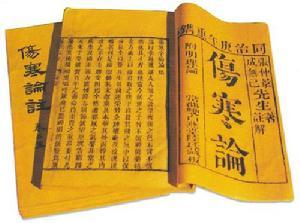
《伤寒论》

北宋仁宗時，王洙於館閣時偶然發現蠹簡，名為《金匱玉函要略方》三卷，上卷為傷寒，中卷論雜病，下卷載其方。此外又流傳了《金匱玉函經》八卷，據說是王叔和所編著的另一個《傷寒論》版本，可能是成於唐人之手，內容與《千金翼方》相同。
北宋淳化三年（992年）所編的《太平聖惠方》收有的《傷寒論》，被稱為《淳化本》，內容近於唐本。
現今所知的《傷寒論》主要是來自宋金版本。最主要的版本有兩種：一是明趙開美復刻宋版治平本，一是成無己的《註解傷寒論》，又稱成註本。
- 北宋英宗治平二年（1065年），校正醫書局高保衡、孫奇、林億等奉敕，根據醫書局所藏的《傷寒論》、《金匱玉函要略方》與《金匱玉函經》，加以校訂，並且刻版印行，成為《傷寒論》之通行本，共十卷，又稱「宋本」或「治平本」。此外又將《金匱玉函要略方》中卷的雜病部份，獨立出來，另編為《金匱要略》一書。
- 金皇統四年（1144年），成無己以宋本為底本稍加刪削，並詳加注釋，撰成《註解傷寒論》，於1172年正式刊行，又稱「成註本」。

### 明版
宋本流傳不广。成注本在明嘉靖年間由汪濟川校訂後復刻，流傳後世，因此目前流傳的成註本亦可稱「汪校本」。
宋本在元朝後已流傳極少，至今中國已無宋版的原校刻本，明朝嘉靖、隆慶、萬曆年間只有少數藏書家擁有。明萬曆年間，當時的著名藏書家趙開美為尋找宋本頗費周章，最後終於在名醫沈南昉處見到，而在明萬曆二十七年（1599年）將宋本《傷寒論》、《金匱要略》及《註解傷寒論》合刻為《仲景全書》，此本《傷寒論》又稱為趙刻本，而因為逼真於宋版，所以亦被稱為宋本。今日所謂的「宋本」實際上是「趙刻本」。清朝初年，《仲景全書》傳至日本，藏於楓山秘府，之後，日本亦加以復刻。趙刻本刊行後，流傳亦不廣，原刻存世絕少，今日中國中醫研究院藏有趙開美的原刻本，北京圖書館藏有縮微膠卷。

### 清版
至清代乾隆時，由太醫院右判吳謙主持編撰《醫宗金鑒》，以宋本為主，但參考了二十餘家的註疏，將宋本條文矛盾不一致處一一刪除，並加以修正後頒行全國，這是目前最通行的標準版本，又稱醫宗金鑒版。

### 近代新發現
於清末民初，中國流傳出來其他版本，號稱古本，分別有《桂林古本》（據說成書於公元200年至210年）、《長沙古本》（又稱《湘古本》）、《涪陵古本》（又稱《涪古本》、《四川古本》）。《桂林古本》較為普及；《長沙古本》較不普遍，但仍出現於近期文獻；《涪陵古本》則極為罕見。這些版本的真實性目前仍有爭議，有學者認為這些所謂的古本皆是以唐本、宋本為底本，再加上部份後人補寫的條文而成。
中国近代敦煌发现《輔行訣臟腑用藥法要》其中方药部分被部分学者认为是伤寒论前身，有学者认为其中方药五脏用药等，是原于《伊尹汤液经法》，由此可见伤寒论前身一班。

### 日本版本
在日本漢醫界流傳的《傷寒論》版本，主要來自宋版與成註本。宋版《校正金匱玉函經》在日本雖然不如宋本與成註本流行，但也有翻刻本流傳。
目前可見的最古版本是寬文八年（1668年），由立伯玄提自宋版翻刻、標點並加以刊行，稱為寛文本。
政德五年（1715年），香川修德以成註本為底本，去除註解部份與藥物修治法，刊行了《小刻傷寒論》。因為攜帶方便，是在日本最多人看的版本。
寬政九年（1797年），淺野元甫以明朝趙開美本為底本，對校成註本，出版了《校正宋版傷寒論》三冊。
弘化四年（1847年）出版的《訂字標註傷寒論》，與《小刻傷寒論》大致相同，但是校合了各種傳本，又加上標點，是初學者認為最易讀的版本。
天保15年（1884年），稻葉元熙受其師多紀元堅之命，以多紀元簡所輯的《傷寒論輯義》為底本，刊行了《新校宋版傷寒論》，雖然仍然有些錯誤，但成為傳統上認為最好的版本。
貞和2年（1346年），和氣嗣臣發現了《傷寒論》手抄本，因為抄本中的跋署名為丹波雅忠，日期為日本康平3年（1060年），稱為《和氣氏古本傷寒論》，又稱為康平本。昭和11年（1936年）日本漢醫學者大塚敬節在東京本鄉的舊書店，購買到此書，加以整理並發表，並交由日本漢醫學會刊行。1946年，大塚敬節將校正本寄贈與蘇州葉橘泉，重校後，於1954年由上海千頃堂印行出版，此書遂傳入中國。
另外，日本又發現了康治二年（1143年）沙門了純抄本，稱為康治本。這兩個版本都出於日本江戶時期的古方派，據說是目前最接近王叔和版本的善本，但有學者懷疑這個版本可能是由宋版而來，或是由日本古方派重新編寫後的版本。

## 思想及貢獻
此書總結《湯液經法》、《黃帝內經》、《難經》之思維體系，實踐於內科辨證論治上，於外感傷寒創設「六經辨證」——太陽病、陽明病、少陽病、太陰病、少陰病、厥陰病，並列方治。並於雜病上，於霍亂病、百合病、陰陽毒、瘧病、虛勞、瘀血病、胸痹病、水飲病、咳嗽病、婦女雜病等皆有涉入，列方處置，堪稱漢醫學之內科學經典，相對於《內》、《難》的生理學經典角色。
《伤寒杂病论》提出治疗应以整体为指导，调整阴阳，扶正驱邪，其以六经统病证，论述了各经病证的典型特点，记载了详细的辨证及选方用药法则，提出汗、吐、下、和、温、清、消、补此8项治疗法则，并在此基础上创建了一系列成效显著的组方，奠定了中医的辨证论治原则。医圣张仲景还提出临床辨证的灵活性，在遇到一些特殊情况时，可采取“舍脉从证”或“舍证从脉”的诊断方式，即辨证均在望闻问切的前提下，若出现脉、证不符的情况时，应根据患者此时实际病情进行分析，以抓住证情本质，防止误诊。

## 局限性
《伤寒杂病论》只提症状不提病机，只提方剂不说药性。

## 歷代註疏

### 條文註疏
在宋代之前，許多醫家如孫思邈、許叔微、龐安時都曾經對《傷寒論》有深入的研究。在他們著作中也引用了許多《傷寒論》的內容，但是他們都只是部份引用，對於《傷寒論》全書並沒有做完整的疏解。
第一部《傷寒論》的重要註解書，是金朝成無己所做的《註解傷寒論》。他引用《內經》的思想來解釋《傷寒論》，首先會通《內經》與《傷寒論》的思想，認為《傷寒論》六經即是《內經》所說的十二經脈。
明朝方有執作《傷寒論條辨》，認為宋版《傷寒論》，經王叔和整理，已非《傷寒論》原貌。他提出「錯簡說」，重新更動條文的順序，並一一研討條目的內容是否是後人竄入，他是清朝錯簡重訂派的先聲。他的另一個重要貢獻是將太陽病分析成「風傷衛、寒傷營、風寒兩感」三大主軸，並推廣到六經病。
清初喻昌《尚論》。
清乾隆時，柯琴作《傷寒來蘇集》。
民國曹穎甫作《傷寒發微》、《金匱發微》。
民國余無言作《傷寒論新義》及《金匱新義》。
1955年承淡安及朱襄君作《傷寒論新注》。

### 證類新編
金朝成無已《傷寒明理論》是最早以證候重新分類《傷寒論》條文，整理而成。
清朝徐靈胎《傷寒類方》。

## 延伸阅读
- 《桂林古本伤寒杂病论》溯源及评价
- 廖育群：《重構秦漢醫學圖像》（上海：上海交通大學出版社，2012年）.